# Eudejeania pallipes
Eudejeania pallipes är en tvåvingeart som först beskrevs av Macquart 1843.  Eudejeania pallipes ingår i släktet Eudejeania och familjen parasitflugor.
Artens utbredningsområde är Colombia. Inga underarter finns listade i Catalogue of Life.